# 아미타여래도
아미타여래도(阿彌陀如來圖)는 서방 극락정토에 있으면서 죽은 이의 영혼을 극락왕생의 길로 이끌어주는 불교의 부처 중 한명인 아미타여래를 주로 그린 불화를 말한다.
대한민국의 보물 제1238호로 지정된 아미타여래도는 고려시대에 제작된 것으로 추정되는 아미타여래를 그린 불화로, 대한민국 용인대학교 박물관에서 소장하고 있다.

## 특징
신라 중대 이후 크게 유행하게 되는 아미타(阿彌陀) 정토신앙은 주로 조각작품을 통해서 그 사례를 살필 수 있으며, 고려시대에 들어와서는 불화로 제작된 사례를 많이 살펴볼 수 있다. 실제 고려불화(高麗佛畵)의 대부분이 아미타여래를 주존으로 하는 아미타독존도(阿彌陀獨尊圖), 아미타삼존도(阿彌陀三尊圖), 아미타구존도(阿彌陀九尊圖) 등으로 극락에서 설법하는 모습이나 염불수행자들을 맞이하는 광경으로 묘사되고 있어 이를 내영도(來迎圖)라 하기도 한다.
이 그림은 아미타여래가 입상의 형식을 취하고 있으며, 머리에는 금니(金泥)로 두광(頭光)을 표현하고 있다. 붉은 가사에 녹색 장삼을 걸치고 있으며, 가사와 장삼에는 원문(圓紋)을 그리고 당초문(唐草紋)을 표현하고 있는데, 기법상의 섬세함은 물론 금니로 그려지고 있어 화려한 고려불화의 세계를 다시 한번 확인시켜주고 있다.
아미타여래의 얼굴은 정면관(正面觀)을 취하고 있어 다른 고려시대의 아미타여래도가 측면관을 취하며 아래를 주시하고 있는 것과는 차이를 보여주고 있다. 근엄한 상호에 왼손을 가슴 앞에 올리고 있으며, 양발을 약간 벌리어 연화좌 위에 직립한 자세를 취하고 있다. 몸은 배를 앞으로 내밀면서 옆으로 구부리고 있는데, 마치 경주 석굴암(石窟庵) 인왕상(仁王像)의 하체를 보고 있는 듯하다.
왼손을 가슴에 대고 있으면서 오른손을 아래로 내리고 있는 모습은 고려불화의 아미타여래입상도에서 흔히 볼 수 있는 형태이다. 오른손은 엄지손가락과 가운데 손가락을 붙여 중품인(中品印)을 취하고 있음이 일반적인 경향인데 반하여 왼손은 아무런 수인(手印)을 취하지 않고 있어 현존하는 고려불화들과의 차이를 보여주는 드문 예라 할 수 있다.
아미타여래를 단독으로 그린 화면은 상단의 끝 부분에서부터 두광이 표현되고, 하단의 끝 부분에까지 발과 연화좌(蓮花座)를 묘사함으로써 전체의 화면을 여래상의 표현에 할애하고 있다. 또 두광을 금니의 선으로만 표현하고, 두광의 내부의 색과 외부의 색을 동일하게 처리함으로써 조선불화(朝鮮佛畵)에서 느낄 수 있는 경직된 분위기를 찾을 수 없으며, 본존과 화면의 여백이 조화를 이루는 균형의 멋을 보여주고 있다.

## 일본 동해암 소장 아미타여래도와의 유사성
아미타여래도는 정면향을 취하고 있는 단독의 도상으로 호암미술관 소장 아미타여래도와 일본 동해암(東海庵) 소장의 아미타여래도에서 그 유사성을 찾을 수 있다. 호암미술관본은 비단에 자수로 제작되어 질감의 차이를 보이고 있는 반면에, 일본 동해암본은 도상과 채색에 있어 매우 흡사하다는 점을 발견할 수 있다.
그러나 세부에 있어서는 동해암본의 아미타여래가 반듯이 서있는 직립의 형태로 안정감을 주면서도 도식적인 경향을 찾을 수 있으며, 천의의 자락이 상단에서 하단을 향하여 곧바로 내려트려지고 있어, 바람이 불지 않는 고요한 상태임을 보여주고 있다.
반면에 이 그림에서는 팔자(八字) 형태의 발벌림이 동해암본에 비하여 넓어지고, 배를 앞으로 내밀어 보이는 듯한 자유로운 포즈는 신라 조각의 삼곡(三曲)의 자세를 연상시킬 정도로 자연스러운 분위기를 연출시키고 있다. 특히 마치 우측으로부터 바람이 불어오는 것과 같이 천의가 하단의 좌측방향으로 흩날리는 표현은 동해암본과는 비교되는 묘사라 할 수 있으며, 이 그림이 가지는 특징이라 할 수 있다.
이 그림은 정면상이라는 어려운 표현을 성공적으로 그려내고 있으며, 채색·문양의 시문 등에서 정교하고 화려한 기법을 보여주고 있는 고려불화로 14세기 전반에 그려진 것으로 보여지는 일본 동해암 소장 아미타여래도와 같은 시기의 작품으로 추정된다.

## 같이 보기
- 불화
- 아미타여래

## 참고 자료
- 아미타여래도 - 국가유산청 국가유산포털
- 본 문서에는 서울특별시에서 지식공유 프로젝트를 통해 퍼블릭 도메인으로 공개한 저작물을 기초로 작성된 내용이 포함되어 있습니다.